# Metteniusa edulis
Espèce
Statut de conservation UICN

 VU B1+2c : Vulnérable
Metteniusa edulis est une espèce de plantes de la famille des Metteniusaceae.

## Publication originale
- Florae Columbiae 1: 79, pl. 39. 1860. (13 Feb 1860)